# آرون هیوز
آرون هیوز (انگلیسی: Aaron Hughes؛ زادهٔ ۸ نوامبر ۱۹۷۹) ورزشکار بازنشسته فوتبال اهل ایرلند شمالی است.
از باشگاه‌هایی که در آن بازی کرده‌است می‌توان به باشگاه فوتبال استون ویلا، باشگاه فوتبال نیوکاسل یونایتد، باشگاه فوتبال فولام، باشگاه فوتبال کویینز پارک رنجرز، باشگاه فوتبال برایتون اند هوو آلبیون، باشگاه فوتبال ملبورن سیتی اشاره کرد.
او کار خود را با نیوکاسل یونایتد آغاز کرد و اولین بازی خود را در سال ۱۹۹۷ انجام داد و ۲۷۹ بازی برای این باشگاه در تمام مسابقات انجام داد. او تا سال ۲۰۰۵ در باشگاه ماند و با قراردادی به مبلغ یک میلیون پوند به استون ویلا منتقل شد و دو سال بعد به باشگاه فوتبال فولام پیوست. او هفت فصل را در فولام گذراند و در سال ۲۰۱۰ به فینال لیگ اروپا رسید. او از سال ۲۰۰۳ تا ۲۰۱۱ کاپیتان تیم ملی ایرلند شمالی بود. هیوز اولین بازی ملی خود را در ۱۸ سالگی در سال ۱۹۹۸ انجام داد و ۱۱۲ بازی ملی برای ایرلند شمالی انجام داد که سومین رکورد تعداد بازی ملی در تاریخ این کشور پس از استیون دیویس و پت جنینگز است.